# Tiger (P)
Panzerkampfwagen VI Tiger (P) (VK4501(P), Porsche Typ 101, Sd.Kfz.181) znany jako Tiger (P) – prototyp niemieckiego czołgu ciężkiego PzKpfw VI Tiger z okresu II wojny światowej zaprojektowany przez Ferdinanda Porschego.

## Historia projektu
Decyzje podjęte przez Hitlera 26 maja 1941 doprowadziły do przekształcenia wcześniejszego projektu Porsche – VK 3001 (P) Typ 100 w Typ 101. Hitler zdecydował:
- Zwiększyć pancerz przedni do 100 mm (pancerz boczny nadal miał 60 mm)
- Zachować armatę 88 mm KwK 36 L/56, ale zwiększyć penetrację do 100 mm na odległość 1500 metrów.
- Kontynuować jednocześnie rozwój projektów Porschego i Henschla tak aby po 6 prototypów było gotowych latem 1942 roku.

Obydwie wersje zostały zaprezentowane Hitlerowi w jego urodziny, 20 kwietnia 1942 roku. Testy wykazały, że Tiger (P) był daleki od ideału, wdrożono modyfikacje, ale żaden z problemów technicznych nie został w pełni rozwiązany.

Rysunek VK4501(P)

W lipcu 1942 obydwa czołgi znowu poddano testom. Model Porschego – VK 4501(P) miał wieżę zamontowaną z przodu. Czołg okazał się porażką, głównie przez awarie silnika i większą długość niż konkurent, co sprawiło, że był mniej mobilny. Model Henschla – VK 4501(H) wypadł bardzo dobrze i został zatwierdzony do produkcji w lipcu 1942. Porsche już wcześniej rozpoczął produkcję 90 podwozi Tygrysa (P), ale ponieważ przegrał kontrakt, wszystkie egzemplarze zostały użyte do budowy ciężkiego niszczyciela czołgów Ferdinand.

## Użycie bojowe
Tylko jeden Tygrys (P)  z numerem kadłuba 150013 został użyty bojowo (jako czołg dowódczy) – Panzerbefehlswagen VI(P) ze schwere Heeres Panzerjager Abteilung 653.

## Inne pojazdy na podwoziu VK4501(P)

### Ferdinand
22 września 1942 zdecydowano przekształcić istniejące 90 sztuk podwozia Tygrysa (P) na niszczyciel czołgów Ferdinand.

### Rammtiger
Hitler zatwierdził produkcję jednego egzemplarza pojazdu Rammtiger przeznaczonego do niszczenia przeszkód i barykad. Czołg nie miał wieży, jego jedynym uzbrojeniem był karabin maszynowy MG 34.